# Алмалы (Енбекшиказахский район)
Алмалы (каз. Алмалы, до 199? г. — Новостройка) — село в Енбекшиказахском районе Алматинской области Казахстана. Входит в состав Коктобинского сельского округа. Код КАТО — 194049200.

## Население
В 1999 году население села составляло 1573 человека (784 мужчины и 789 женщин). По данным переписи 2009 года, в селе проживали 2243 человека (1134 мужчины и 1109 женщин).